# Kiik-Koba
Kiik-Koba (ook: Kiik-Kooba, Kiyik-koba of Kijik-koba; Russisch: Киик-Коба, Oekraïens Киїк-Коба) is een midden-paleolithische archeologische vindplaats in een grot bij de rivier Zoeja in het rajon Belogorsk van de Krim.
De grot bevindt zich 25 km ten oosten van Simferopol aan de rand van het Dolgoroekovskaja jajla-plateau, 90 meter boven de rechteroever van de Zoeja. Ze heeft een lengte van 9 meter.
De locatie werd in 1924-1926 ontdekt en onderzocht door Gleb Boncz-Osmołowski.
Kiik-Koba bevat twee bewoningslagen. De oudste dateert uit ± 80.000 jaar BP, terwijl de jongste de lokale Micoquien-traditie vertegenwoordigt. De meest recente artefacten van Kiik-Koba dateren van ongeveer 30.000 BP. Daarna zijn op de Krim tot 20.000 BP weinig archeologische sites bekend.
In de onderste culturele laag (Vroeg-Moustérien) werden kleine vuurstenen werktuigen gevonden, en dierlijke botten van onder andere reuzenhert, edelhert , saiga, wild paard, onager en holenbeer. Begraven in in de rotsachtige bodem van de grot uitgehouwen holtes vond men de lichamen van klassieke neanderthalers, op de rechterzijde liggend met licht opgetrokken benen (hurkgraf). Nabij deze graven vond men de overblijfselen van een één jaar oud kind, eveneens in een gehurkte, "foetale" positie. Vergelijkbare begravingen zijn gevonden op andere archeologische vindplaatsen op de Krim.
Bij de ingang van de grot werden resten van muren aangetoond, daterend uit de oudste periode gebouwd om de bewoners tegen de weersomstandigheden te beschermen. Ook werden er sporen van haarden gevonden: in de onderste laag vond men één open haardplaats, in de bovenste laag vond men drie haarden. Overal binnen de grenzen van de leefruimte vond men vuurstenen werktuigen, dierlijke beenderen en houtskoolresten.